# Chumphon (provincie)
Chumphon is een Thaise provincie in het zuiden van Thailand. In december 2002 had de provincie 473.818 inwoners en het is daarmee de 56e provincie qua bevolking in Thailand. De oppervlakte bedraagt 6009 km² en is daarmee de 38e provincie qua omvang in Thailand. De provincie ligt op ongeveer 463 kilometer van Bangkok. Chumphon grenst aan Prachuap Khiri Khan, Surat Thani, Ranong en Myanmar. Chumphon heeft een kustlijn van ongeveer 222 km.

## Provinciale symbolen
|  | Het provinciale zegel van Chumphon |

## Klimaat
De gemiddelde jaartemperatuur is 28 graden. De minimumtemperatuur ligt rond de 18 graden en de maximumtemperatuur tot 37 graden. Gemiddeld valt er 2347 mm regen per jaar.

## Religie
De belangrijkste religie in Chumpon is het theravadaboeddhisme (98,9 procent). Een kleine minderheid van de bevolking bestaat uit moslims (0,7 procent).

## Politiek

### Bestuurlijke indeling
De provincie is onderverdeeld in 8 districten (Amphoe).
| Amphoe 1. Mueang Chumphon 2. Tha Sae 3. Pathio 4. Lang Suan 5. Lamae 6. Phato 7. Sawi 8. Thung Tako |